# Hát Tuồng

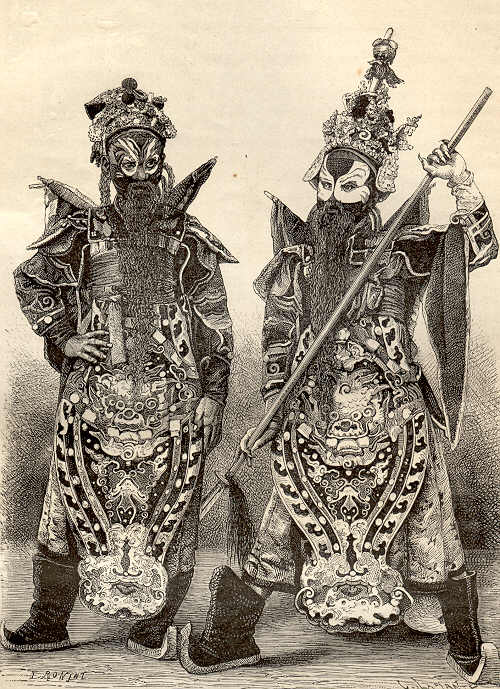
Actores disfrazados como señores de la guerra para el Tuồng (Hát Bội) en Huế en 1874

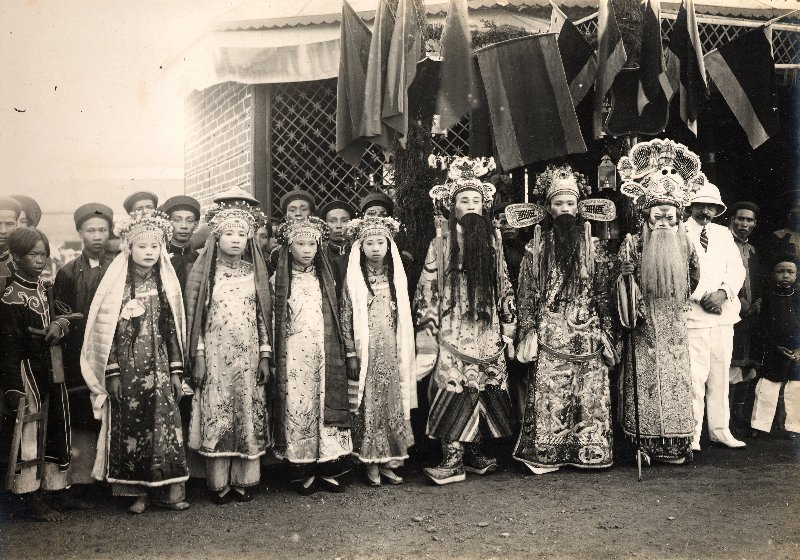
Actores de teatro de Nam Dinh en la Vietnam del.

Para la pasta de soya fermentada vietnamita, véase Tương .
Hát tuồng (en Hanói: /háːt tûəŋ/) o hát bội (en Saigón: /háːk ɓôjˀ/) es una forma de teatro vietnamita. A menudo el Hát tuồng recibe el nombre de "ópera vietnamita" clásica, por la influencia de la ópera china.
El Tuồng es diferente del antiguo género hát chèo en el teatro vietnamita, que combina danza, canciones y poesía, y de los musicales populares modernos cải lương.

## Historia
El origen del tuồng no es claro. Se cree que fue importado de China alrededor del siglo XIII cuando Vietnam estaba en guerra contra la dinastía Yuan mongola. Un famoso actor de nombre Lý Nguyên Cát (李元吉) fue encarcelado por los vietnamitas. La corte imperial le ordenó difundir sus conocimientos sobre teatro chino entre los hijos de la nobleza, lo que explicaría por qué el tuồng habría tenido sus inicios en Vietnam en la corte real. Posteriormente, se adaptó a compañías viajeras que brindaban entretenimiento tanto a plebeyos como a campesinos.
Sin embargo, la primera persona en sentar las bases para el arte del tuồng en Vietnam fue Dao Duy Tu. Fue durante la dinastía Nguyen, a la cual sirvió Dao Duy Tu, que el tuồng alcanzó su punto más alto y recibió el favor de los reyes Nguyen. Muchos grandes dramaturgos, entre ellos Đào Tấn, también aparecieron en esta época.
Junto con el Hát chèo, el tuồng se convirtió en una de las formas de arte más populares entre los plebeyos hasta el siglo XX. Con la aparición del Cải lương y el teatro moderno, el tuong perdió gradualmente tal posición.

## Tramas
Las historias de la ópera tienden a ser ostensiblemente históricas y frecuentemente se centran en las reglas del decoro social. Pueden también incluir leyendas de la historia de China o la historia de Vietnam.

## Maquillaje
El Tuồng emplea el uso de personajes tipo que son reconocibles por su maquillaje y vestuario, que son típicamente muy elaborados y extravagantes. 
Por lo general, la personalidad de un personaje puede mostrarse a través de tres características: el color de la cara, las cejas y la barba.

### Color de la cara
- Rojo: personajes dignos, francos y valientes.
- Blanco: personajes de apariencia hermosa, generalmente tranquilos y bondadosos.
- Azul: personajes altivos: se puede aplicar tanto a antagonistas como a protagonistas.
- Verde: personajes desleales.
- Dorado/Metálico: personajes inmortales, sobrenaturales, hadas.
- Blanco hueso / rosa claro / gris: aduladores.
- Mejillas de melocotón: personajes leales.
- Rayas blancas y negras: personajes de mal temperamento.
- Líneas de rayas con partes pintadas de rojo: demonios y monstruos.

### Cejas
- Cejas blancas: personas mayores y hadas.
- Cejas suaves y sencillas: personajes afables.
- Cejas largas y curvas: personajes altivos y arrogantes.
- Cejas rectas: personajes de mal temperamento.
- Cejas cortas: antagonistas en general.
- Cejas fruncidas: personajes pesimistas y sombríos.

### Barba
- Barba larga, verde / negra: eruditos-burócratas.
- Barba larga, blanca / gris: generales militares.
- Barba roja: generales extranjeros.
- Barba negra y rizada: personajes de mal temperamento.
- Barba en forma de ancla: agricultores, leñadores y personajes secundarios.
- Barba pintada: chicos glamorosos.